# 哈维尔 (纳瓦拉)
哈维尔（西班牙語：Javier）是西班牙纳瓦拉的一个市镇。总面积47平方公里，总人口113人（2001年），人口密度2人/平方公里。